# Zuma (computerspel)
Zuma is een computerspel ontwikkeld door Oberon Media en uitgegeven door PopCap Games voor verschillende platforms. Het puzzelspel is uitgekomen op 12 december 2003 en verscheen onder meer voor Windows, Mac OS X, mobiel, Xbox 360 en PlayStation 3.

## Spel
Doel van het spel is om kettingcombinaties van ballen met dezelfde kleur te vormen, waardoor deze zullen verdwijnen op het spelbord. De speler moet voorkomen dat de ballen in het gat in het midden aankomen. Op hogere niveaus zullen er meer verschillende kleuren zijn, en nieuwe ballen zullen sneller verschijnen. Het is ook mogelijk om bonussen, zoals munten of voorwerpen, te verzamelen. Hiermee kan de score worden verhoogd. Sommige ballen hebben speciale krachten, zoals explosieven of vertragingen van het spel.
Er zijn twee verschillende spelmodi:
- Adventure Mode, waarin de speler zich door verschillende tempels moet puzzelen om het geheim van Zuma te ontdekken
- Gauntlet Mode, de speler moet zich zien op te werken van konijn tot zonnegod. De levels moeten eerst vrijgespeeld worden in Adventure Mode.

## Trivia
- Het spel is opgenomen in het boek 1001 Video Games You Must Play Before You Die van Tony Mott.